# 브루크
브루크(독일어: Brugg)는 스위스 아르가우주의 자치제이자 마을이며, 같은 이름의 아르가우구의 소재지이다. 이 도시는 아레강, 로이스강 및 리마트강이 합류하는 지점에 위치하고 있으며, 아레강은 오래된 지역을 흐른다. 아르가우주의 주도에서 약 16km 떨어져 있고, 취리히에서 28km, 바젤에서 약 45km 떨어져 있다.
브루크는 다리(독일어: Brücke)에 대한 스위스 독일어 용어이다. 이것은 도시가 스위스 중부의 아레강에서 가장 좁은 지점에 있기 때문에 합스부르크 왕가 하에 중세 도시의 설립 목적에 대한 암시이다. 합스부르크가의 가장 오래된 알려진 거주지는 이전에 독립적인 공동체였던 알텐부르크 인근에 있다. 오스트리아로 이전하기 전에 브루크는 합스부르크 왕가 영토의 중심지였다. 1415년과 1798년 나폴레옹이 침공했을 때 브루크는 베른의 영토였다. 그 이후로 브루크는 아르가우주에 속하게 되었다.
이 도시는 스위스 농민연맹의 고향이며, 스위스 북서부 응용과학과 예술대학 캠퍼스가 자리를 잡고 있다. 브루크의 핀도니사 박물관은 국가중요문화재로 등록되어 있다. 스위스 군대의 공병 훈련부대도 이 마을에 주둔하고 있다.

## 역사

### 자치단체 설립 이전
선사시대의 고고학적 발견은 거의 없다. 석기시대 초기의 두 개의 칼날과 돌도끼 파편과 청동기 시대의 낫이 모두 출토되었다.
기원전 58년 또는 그 직후에 비브락테 전투 이후 스위스 고원으로 돌아온 헬베티아족은 오늘날 이웃 영토인 아레강과 로이스강 사이에 오늘날 빈디슈의 이웃한 공동체의 영토가 되었다.
로마인들은 기원전 15년경에 빈도니사에 군사 기지를 건설했고, 이를 로마 군단의 야영지로 확장했다. 이 시기에 아레강을 가로지르는 최초의 목조 다리는 쥐라산맥을 가로질러 아우구스타 라우리카 (오늘날 아우구스트로 알려짐)까지 이어지는 로마 도로의 일부로 건설되었다. 이곳은 툰 호수와 라인강 사이의 아레강을 따라 통나무 한 개로 강을 건널 수 있는 유일한 위치였다. 그 후 약 350개의 로마 무덤 유적이 브루크 내에서 발견되었으며, 그곳에는 2개의 큰 로마 묘지가 있어서 고고학자들은 총 7,000개의 무덤이 존재하는 것으로 추정한다.
259년과 270년 사이에 알레만니족이 침공한 이후 로마인들은 빈도니사를 다시 로마 군단의 진영으로 전환시켰고, 170년의 ‘민간 국면’을 깨뜨렸다. 370년경 로마인들은 알텐부르크에 도나우-일러-라인-라임즈 시스템의 일부로 요새를 만들었다. 그러나 로마인들은 결국 401년에서 406년 사이에 철수했다. 대신 알레만니족이 정착한 것은 7세기로 거슬러 올라간다.
10세기 후반에 란첼린 휘하의 귀족 왕조가 알자스 에티코니드와 관련이 있을 가능성이 있는 알텐부르크에 정착했다. 그는 이미 세워져 있던 로마 요새를 알텐부르크성으로 확장하고, 자신의 터전으로 삼았다. 1020년경 란첼린의 아들 라트보트는 합스부르크의 현대 도시에 있는 뷜펠스베르크에서 남서쪽으로 약 3km 떨어진 합스부르크성을 건설하도록 명령했다. 수십 년 후 왕실은 성의 이름을 자체적으로 채택했다. 결과적으로 알텐부르크는 합스부르크 왕가의 확인 가능한 최초의 거주지이다. 아레강과 로이스강 사이의 ‘아이겐 암트’로 알려진 이 영토의 획득과 함께, 합스부르크는 제국의 디딤돌을 세웠다.

### 합스부르크 통치
브루크라는 이름이 사용된 가장 오래된 문서는 1064년으로 거슬러 올라간다. 이때 베른 백작은 해당 지역의 무리 수도원 측에서 물건 소유를 증명했다. 그러나 《악타 무렌시아》(Acta Murensia)가 1160년에 처음 쓰여졌었고, 여러 가지 오래된 문서가 포함되었기 때문에 정확한 날짜는 논쟁의 여지가 있다. 1164년과 1174년 사이에 장소는 Brucca로 언급되었고, 1227년과 1234년 사이에는 Brukke로 언급되었다. 12세기 말에 슈바르체 투름(Schwarze Turm, 검은 탑)은 베른 2세의 아들 알브레히트 3세 백작의 명령으로 건설되었다. 슈바르체 투름은 오늘날 브루크의 구시가지에 남아 있는 가장 오래된 건물이다.
13세기에 요새화된 강 건너편의 정착지는 작은 마을의 특징을 취했다. 주화는 1232년에 주조되었으며 통행료 징수소는 1273년에 설립되었다. 이 도시에는 1278년까지 시장 또는 슐타이스(Schultheiss)가 있었고, 시장에 대한 첫 번째 언급은 1283년으로 거슬러 올라간다. 1220년에서 1230년 사이에 마을을 이전하기로 결정했다. 합스부르크성의 경계는 그곳에 살았던 가문에게 너무 작아졌다. 1242년에 이 도시는 합스부르크의 라우펜부르크 계열의 지지자들에 의해 약탈당했다고 한다.
로마의 왕으로 선출되기 전에 브루크에서 많은 시간을 보낸 루돌프 1세는 1284년 7월 23일 브루그 시의 권리(슈타트레흐트)를 수여했다. 이 새로운 지위를 수여하는 법령은 아라우 마을의 법령과 판박이였다. 동시에 브루크는 아이겐암트(Eigenamt)로부터 독립을 승인받아 별도의 정치체가 되었다. 합스부르크가는 몇 년 전에 권력의 중심을 비엔나로 옮겼지만, 브루크와 긴밀한 관계를 계속 유지했다. 이후 에핑거호프(Effingerhof)로 알려지게 된 오스트리아 저택(Austrian House)은 이 기간 동안 오스트리아 전 지역에서 군사적 충돌이 일어나는 동안 숙박 시설과 본부로 사용되었다.

## 지리
브루크는 남서쪽에서 북동쪽 경계까지 6km에 걸쳐 있으며, 가장 넓은 지점에서 1km보다 약간 더 넓다. 구시가지의 중심을 가로지르는 아레강은 브루크를 남쪽 강둑의 스위스 고원과 북쪽의 쥐라산맥의 시작점이라는 두 개의 다른 풍경으로 나뉜다.
브루크의 남서쪽 지역은 주로 빌디샤헨으로 알려진 범람원으로, 아레강와 뷜펠스베르크 언덕 사이에 있으며, 이 지역에는 이웃한 합스부르크 커뮤니티의 합스부르크성이 세워졌다. 북쪽으로 약 2km 정도 더 가면 알텐부르크 마을 근처에서 아레강의 두 개의 분리된 지류가 합쳐진다. 수력발전소 빌데그-브루크 건설 이후 생겨난 이 두 지점 사이에는 숲이 우거진 샤헨니젤섬이 있다.
북쪽에서 동쪽으로 방향이 바뀌는 강이 굽은 곳을 따라 강은 급류와 협곡이 있는 200m 길이의 구간으로 들어간다. 아레강은 약 130m의 이전 너비에서 12m로 좁혀진다. 이 협곡을 따라 브루크의 역사적인 중심지가 오래된 다리 근처에 형성되었으며, 구시가지의 일부가 양쪽 강둑에서 발전하고 있다. 오늘날 남쪽 제방은 많이 건설되어 주로 주거와 산업 건물로 구성되어 있고, 북쪽 제방은 브루거베르크 기슭(516m)의 공간 부족으로 인해 덜 정착되어 있다.
아레강은 협곡을 빠져나와 구시가지를 떠난 후 다시 넓어지며, 아우펠트 평야를 따라 흐른다. 이 지역의 인구 대부분은 브루커베르크의 남동쪽 경사를 따라 작은 띠에 집중되어 있다. 브루크의 동쪽 경계에는 스위스에서 가장 중요한 3개의 강이 함께 흐른다. 처음에는 로이스와 아레강이 합쳐지고 리마트강에 의해 약 1.5km 더 내려간 하류에서 만나게 된다. 마을의 북동쪽 끝 부분에서 리마트강과 라이너베르크(522m)의 입구 사이에 자리 잡은 라우퍼 마을은 브루크의 일부이기도 하다.
브루크의 면적은 2007년 기준으로 5.56k㎡이다. 이 지역 중 0.74k㎡(13.3%)가 농업용으로 사용되고, 1.58k㎡(28.4%)는 삼림으로 이루어져 있다. 나머지 토지 중 2.79k㎡(50.2%)가 주거(건물 또는 도로), 0.38k㎡(6.8%)가 강 또는 호수이고, 0.03k㎡(0.5%)는 불모지이다.
건축면적 중 공업용 건물이 전체 면적의 7.9%, 주택과 건물이 24.1%, 교통 기반 시설이 14.7%를 차지했다. 공원, 녹지대, 운동장이 3.1%를 차지했다. 전체 토지 면적의 27.9%가 삼림이 무성했다. 농경지 중 8.3%는 작물 재배에 사용되고 4.0%는 목초지이며 1.1%는 과수원이나 포도나무 작물에 사용된다. 브루크의 모든 물은 강과 시내에 있다.
브루크는 북쪽으로 뤼페나흐와 필리겐 브루크과 접해 있다. 북동쪽으로는 운터시겐탈과 게벤스토프, 동쪽으로 빈디시와 루프피그, 하우젠, 합스부르크, 홀더방크와 접해 있다. 남쪽으로는 펠타임, 서쪽으로 필나체른와 신츠나흐에 접해있고, 북서쪽에는 리니켄과 뵈츠베르크가 있다. 시간이 지남에 따라 브루크의 건설 지역은 우미켄과 빈디시의 이웃 커뮤니티로 성장했다.

### 브루크 확대
19세기까지 브루크는 현재 표면적의 1/10에 불과했다. 지자체의 확장은 1823년에 이웃한 라우포어 영토의 약 4분의 1을 매입하면서 시작되었다. 그 뒤를 이어 1827년 우미켄에서 여러 부동산을 매입했다. 빈디시는 1863년에 기차역 주변 지역을 매각하고, 1912년에 가스 공장 주변의 토지를 양도했다. 알텐부르크 마을은 1901년에 브루크로 통합되었으며, 1970년에 나머지 라우퍼가 뒤를 이었다.
2010년 1월 1일 우미켄 브루크와 2020년 1월 1일 신츠나흐 바트 브루크가 브루크로 합병되었다.

## 인구통계
1830년 이후의 알텐부르크와 1970년 이후의 라우포를 포함한 브루크의 인구는 다음과 같다.
| 연도 | 인구  | ±%      |
| ---- | ----- | ------- |
| 1400 | 940   | —       |
| 1529 | 440   | −53.2%  |
| 1611 | 930   | +111.4% |
| 1669 | 380   | −59.1%  |
| 1754 | 761   | +100.3% |
| 1803 | 604   | −20.6%  |
| 1850 | 1,142 | +89.1%  |
| 1900 | 2,339 | +104.8% |
| 1930 | 4,502 | +92.5%  |
| 1950 | 5,508 | +22.3%  |
| 1960 | 6,683 | +21.3%  |
| 1970 | 8,635 | +29.2%  |
| 1980 | 8,911 | +3.2%   |
| 1990 | 9,482 | +6.4%   |
| 2000 | 9,143 | −3.6%   |

2020년 12월 기준, 브루크의 인구는 12,738명이다. 2009년 6월 기준으로 전체 인구의 26.3%가 외국인이다. 지난 10년(1997-2007) 동안 인구는 0.4%의 비율로 변화했다. 대부분의 인구(2000년 기준)는 독일어(83.8%)를 사용하며, 이탈리아어가 두 번째로 많이 사용되며(2.9%) 세르비아어, 보스니아어 및 크로아티아어가 세 번째(2.4%)이다.
스위스 시민이 아닌 거주자의 비율은 주 평균인 19.3%보다 약 6% 높다. 1850년에서 1950년 사이에 그러한 거주자의 총 수는 약 300명으로 일정하게 유지되었다. 그 다음 20년 동안에는 그 수가 5배 증가했고, 그 후 20년 동안은 정체 상태였다. 1990년부터 비시민권자의 수가 다시 증가했다. 이 도시의 미등록 거주자 중 세르비아-몬테네그로 시민(전체 인구의 약 5.2%)이 우세하고 이탈리아인(3.9%), 터키인(2.8%), 독일인(1.9%)이 그 뒤를 이었다.2008년 현재 브루크의 연령 분포는 다음과 같다. 781명(인구의 8.5%)이 0~9세이고 965명(10.5%)이 10~19세이다. 성인 인구 중 1,287명(인구의 14.0%)이 20~29세이다. 1,229명(13.4%)은 30~39세, 1,370명(14.9%)은 40~49세, 1,292명(14.1%)은 50~59세이다. 고령자 분포는 1,056명(인구의 11.56%)이 69세는 709명(7.7%), 80~89세는 404명(4.4%), 90세 이상은 93명(1.0%)이다.
2000년 기준으로 거실당 평균 거주자 수는 0.55명으로 주 평균인 0.57명과 거의 같다. 이 경우 방은 일반 침실, 식당, 거실, 주방 및 거주 가능한 지하실 및 다락방과 같이 최소 4㎡의 주택 단위 공간으로 정의된다. 전체 가구의 약 37.9%가 소유주, 즉 집세를 내지 않고 있었다( 모기지 또는 임대차 계약이 있을 수 있음). 2000년 기준으로, 1~2인 가구가 413가구, 3~4인 가구가 2,186가구, 5인 이상 가구가 1,155가구였다. 가구당 평균 인구는 2.20명이었다. 2008년에는 총 4,439가구 및 아파트 중 1,053가구(전체의 23.7%)가 있었다. 공실률 0.7%인 공실 아파트는 총 32채였다. 2007년 기준 신규주택 건설률은 인구 1000명당 1.2세대였다.
브루크에서는 인구의 약 74.9%(25-64세)가 비필수 고등교육 또는 추가 고등교육(대학 또는 응용학문대학)을 완료했다. 학령인구(2008/2009학년도 기준) 중 초등학교에 다니는 학생이 620명, 중학교에 다니는 학생이 294명, 브루크에서 고등교육 또는 대학에 다니는 학생이 304명이다.

### 종교
2000년 인구 조사에서 로마 가톨릭 신자는 3,054명(33.4%)이었고, 스위스 개혁 교회는 3,723명(40.7%)이었다. 나머지 인구 중 크리스찬 가톨릭 교회 신자는 13명(전체 인구의 약 0.14%)이었다.
1900년에는 인구의 대다수(약 83%)가 개신교였다. 스스로를 가톨릭 신자로 여기는 인구의 비율은 1950년 이후 크게 증가했는데, 부분적으로는 스위스 내의 가톨릭 지역에서 이주했지만, 주로 지중해 지역 국가에서 이주했기 때문이다. 오늘날 한때 ‘예언자의 도시’ 인구의 절반 미만이 개신교도이다.

## 교통

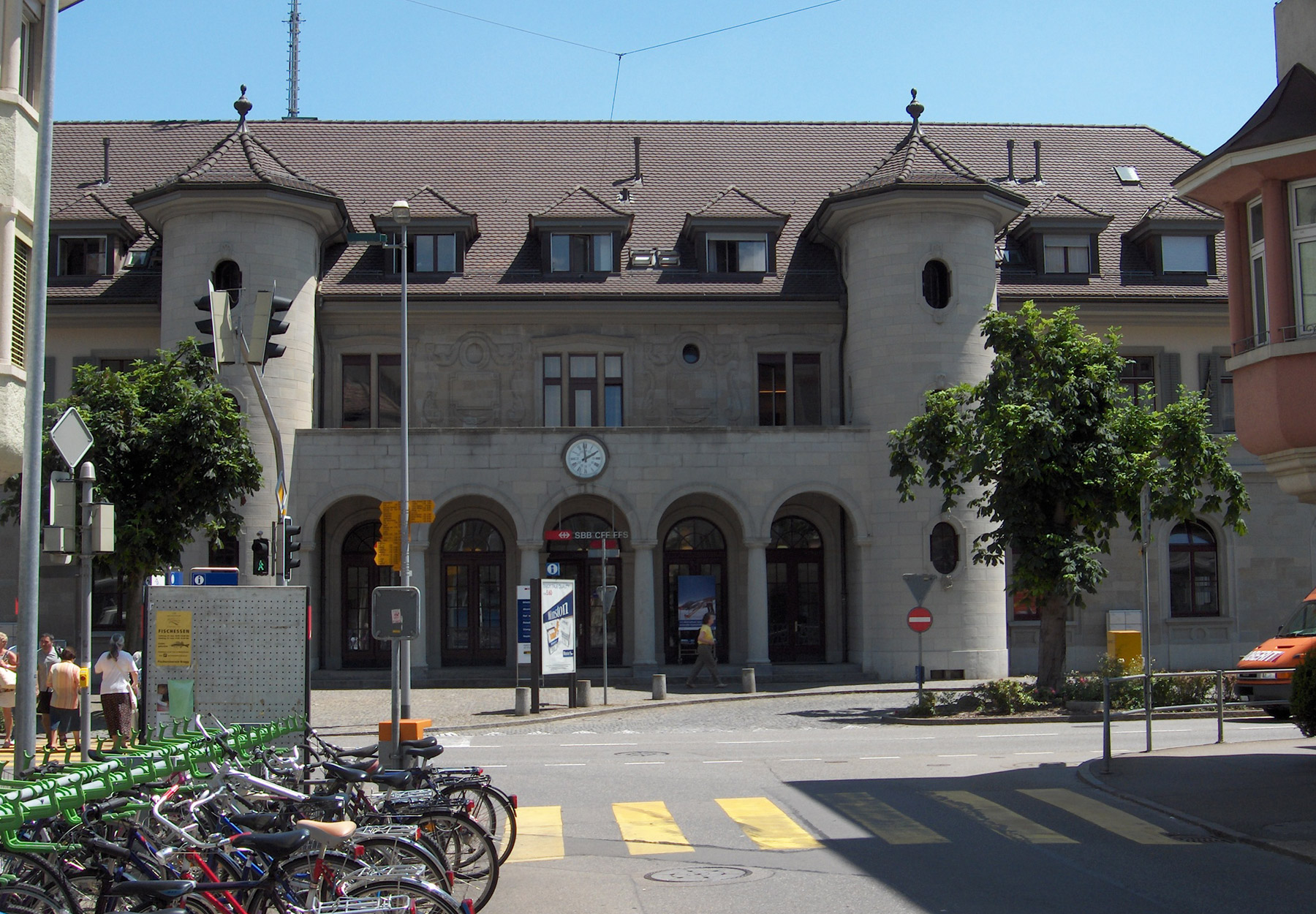
브루크역

브루크는 중요한 교차로이다. A3 고속도로(바젤 – 취리히 – 쿠어)와 A5 고속도로(로잔 – 빌/비엔 – 발트후트)라는 두 개의 국도가 부르크에서 만난다. A3에 대한 접근은 하우젠과 루피그 사이에서 남쪽으로 4km 떨어져 있다. 매겐빌 마을에서 남쪽으로 4km 더 가면 A1 고속도로에 진입할 수 있다. 시내 교통은 더 이상 구시가지로 향하지 않는다. 대신 미틀레레 움파흐룽에서 그 주위로 인도되거나 마을 묘지 아래 터널과 아레강 위의 카지노 다리로 구성된 중간 우회로를 이용한다.
브루크 AG역은 3개의 개별 스위스 연방 철도 노선의 교차점에 있다. 이 중 가장 중요한 것은 취리히와 바젤을 잇는 뵈츠베르크선이다. 덜 이동하는 다른 노선은 아레강 계곡을 통해 아르가우로 향하고 비르펠트를 통해 렌츠부르크로 향한다. 지역 간 열차는 브루크에서 바젤 SBB, 베른, 취리히 중앙역과 취리히 공항으로 출발한다. 지역 열차는 아르가우(빌데크 또는 렌츠부르크 경유)와 바덴 및 베팅겐 방향으로 운행된다. 브루크는 통근 열차(S-반 S12 노선)의 종점이기도 하다. 취리히 ZVV 시스템의 일부이다.
바트 취르차흐, 비르, 대트빌, 되팅겐, 프리크, 라우펜부르크, 린, 멜링엔, 묀탈, 레미겐, 쉐르츠 및 탈하임 행 포스트버스가 기차역에서 정기적으로 출발한다. 또한 브루크-보데나크와 운터빈디시로 가는 두 개의 지역 노선이 있다.